# Municipio de Carlyle (Dakota del Sur)
El municipio de Carlyle (en inglés: Carlyle Township) es un municipio ubicado en el condado de Beadle en el estado estadounidense de Dakota del Sur. En el año 2010 tenía una población de 76 habitantes y una densidad poblacional de 0,81 personas por km².

## Geografía
El municipio de Carlyle se encuentra ubicado en las coordenadas 44°13′59″N 98°23′10″O / 44.23306, -98.38611. Según la Oficina del Censo de los Estados Unidos, el municipio tiene una superficie total de 94.24 km², de la cual 94,05 km² corresponden a tierra firme y (0,2 %) 0,18 km² es agua.

## Demografía
Según el censo de 2010, había 76 personas residiendo en el municipio de Carlyle. La densidad de población era de 0,81 hab./km². De los 76 habitantes, el municipio de Carlyle estaba compuesto por el 100 % blancos. Del total de la población el 0 % eran hispanos o latinos de cualquier raza.